# Herman Bang
Herman Joachim Bang, danski pisatelj, časnikar, gledališki režiser in kritik, * 20. april 1857, Adserballe, Danska, † 29. januar 1912, Ogden, Utah, Združene države Amerike.

## Življenje in delo
Rodil se je v družini pastorja na majhnem danskem otoku Als. Ko je bil star dvajset let je objavil dva kritična eseja. Leta 1880 pa je izšel njegov prvi roman Rodovi brez upanja.
V svojih delih je opisoval nazadovanje in propad meščanske družbe. Objavil je več  romanov, novel in esejev. Prešel je od naturalizma k impresionizmu in postal eden najpomembnejših danskih predstavnikov literarnega impresionizma.

## Glavna dela
- Rodovi brez upanja  (Haabløse Sægter, 1880)
- Zlom (Stark, 1887)
- Tina (Tine, 1889)
- Bela hiša (Det hvide Hus, 1898)
- Siva hiša (Det graa Hus, 1901)